# スマホ副業詐欺
スマホ副業詐欺（すまほふくぎょうさぎ）とは、「スマホで簡単に稼げる」などをうたい文句にインターネット広告やSNSを介して副業の勧誘をおこない、実際には稼げない商品を購入させるなどして金銭等をだまし取ることを言う。

## 概要
消費者が副業紹介サイトやSNS広告、動画投稿サイトの広告などにアクセスすると、「1日10分で稼げる」「絶対儲かる」などのうたい文句で、無料もしくは少額（5000円〜数万円程度）の情報商材を購入させられる。しかし、その商材に具体的な稼ぎ方の記載はほとんどなく、商材を効果的に実行するためのツールやサポートが必要であることが必要である旨と、問い合わせのための電話番号が書かれている。
その電話番号に電話をすると、高額なツールやサポートの購入を執拗に勧められる。「お金がない」と断ったとしても、「すぐに元が取れる」「返金保証がある」などと借金をしてでも購入することを強く勧められる。悪質な場合は、電話口でクレジットカードの番号を聞き出して勝手に決済をされたり、収入などにつき虚偽の申告をさせられ複数のサラ金から限度額以上の借金をさせられたりすることもある。
スマホ副業詐欺は、2020年の新型コロナウイルス感染症拡大の影響により失職や休業が増加したことに加え、「働き方改革実行計画」（2017年3月28日 働き方改革実現会議決定）により副業や兼業を解禁する企業が増えたことから流行した。
2022年9月15日には、消費者庁が、LINEのメッセージに「1日の作業時間が10分程度の簡単な作業で稼ぐことができる」などのメッセージを送り副業のガイドブックを購入させたあと、電話勧誘により高額なサポートプランに契約させたとして株式会社レイズおよび株式会社ゼニスの情報を公表し、話題となった。

## 手口・類型
詐欺業者の手口には、詐欺業者が顔を見せるかどうかの観点から、大きく分けて「対面型」と「非対面型」の二種類が存在する。

### 対面型（WEBでの顔出しを含む）
コンサル類型
- 転売・せどり

転売とは、仕入れ先に限らず商品を安く仕入れて高く売ることである。せどりとは、小売店から商品を安く仕入れて小売店に高く売り、その差額で利益を得ることである。
転売・せどりのどちらも初心者が簡単に稼げる保証はないにもかかわらず、「誰でも月○○円以上稼げる」「確実に転売で結果を出せる」などの誇張された広告表現などに惹かれて申し込みをした消費者に、高額なコンサルティング料金やサポート料金を支払わせたり、高額な講座やセミナー等の契約をさせたりする。
- インターネットマーケティング

InstagramやX（旧Twitter）などのSNSを利用したビジネスに対するコンサルティングを持ちかけ、「フォロワーを増やせば有名になって稼げる」「インフルエンサーとして企業から高額の報酬を受け取れる」などとうたって金銭を支払わせたにもかかわらず、コンサルティングをおこなわない、勧誘時とはまったく異なるコンサルティングをおこなうなどして、金銭をだまし取る手口。
また、インフルエンサーやライブ配信者（ライバー）のプロデューサーとして「不労所得が得られる」などとうたい、高額なセミナー料を支払わせるという手口も存在する。
ネットワーク類型
- マルチ（アフィリエイト）商法

マッチングアプリなどで知り合った人物と夢や悩みを語り合ううちに、投資や起業、ブックメーカーなどのノウハウを教えるという話になる。「友人にアフィリエイトプログラムを紹介するだけで報酬が発生する」「友人にブックメーカーを紹介すると紹介料がもらえる」などと勧誘した上で、高額なセミナー受講料や登録料を支払わされる。
ネットワークマーケティング、ネットワークビジネス、MLM（マルチレベルマーケティング）などの別称で呼ばれることも多い。
利殖詐欺類型
- 投資詐欺

電話やダイレクトメールで未公開株、社債、ファンド（集団投資スキーム）、外国通貨等の取引を装い、「この未公開株はかならず上場する」「絶対に儲かる」「年利○％は確実」「元本が保証されている」などのうたい文句で実態のない投資話を持ちかけ、購入代金や出資金をだまし取る手口。
近年の投資詐欺の特徴のひとつとして、スマートフォンの普及により、SNSなどのコミュニケーションツールを利用して勧誘をおこなうことが挙げられる。
- バイナリーオプション

バイナリーオプションとは、為替相場や株価指数などを対象に、あらかじめ決められた時点や期間での騰落を予想し、ある値よりも高いか低いか二者択一で選ぶ取引である。
単純に思える取引だが、専門知識や高度なリスク管理が求められる金融取引であり、SNSなどを通じて「絶対勝てる」「確実に儲かる」「すぐに稼げる」などと勧誘され、バイナリーオプション取引の分析ツールが入ったUSB等高額な情報商材を購入させられて、仕組みやリスクを理解しないままに損失を被ってしまうトラブルが増加している。

### 非対面型
サクラサイト類型
サクラサイトとは、サクラ（サイトの利用者を装った偽客）を使って利用者から金銭をだまし取る、違法で悪質な出会い系サイトのこと。
インターネット広告やダイレクトメール等で「異性の悩みを聞けば収入を得られる」「芸能人を励ましてほしい」「プレゼントに当選した」と勧誘をおこない、別のサイトに誘導して、「メール交換のためにはポイントが必要」「報酬を受け取るにはポイントが必要」など、さまざまな名目で多額の金銭を振り込むよう要求される。
2012年の春ごろから新たなネット系消費者問題として注目されはじめ、国民生活センターに相談された被害額は100億円にのぼる。
その他、中身がない類型

## 動向・ターゲット
「消費生活センターにおける解決困難事例の研究～起業・副業をめぐる消費者トラブルの被害救済を中心に～」調査報告書によると、昨今、政府による働き方改革として副業を促進する動きがある一方で、「サイドビジネス商法」（「サイドビジネスになる」等をセールストークになんらかの契約をさせる商法）の相談は増加傾向にある。
副業や出会い系サイト・アプリなどの「サイドビジネス商法」にまつわる相談件数の約半数を20歳代の若者が占めている。2022年4月に成年年齢が引下げられたことから、今後は18歳、19歳のトラブル増加も懸念される。
また、「消費生活年報 2022」によると、2021年度の傾向と特徴として、2020年度と比較して増加が目立った商品・役務に、マッチングアプリ等をきっかけに投資を勧められたというトラブルがみられる「外国為替証拠金取引」などがある。

## 判例
メール交換相手をサクラと認定し、サイト運営業者の詐欺・不法行為を認めた損害賠償請求控訴事件
インターネット上で有料メール交換サイトを営むサイト運営業者が、サクラを使ってメールを送信し、利用者をサイトに誘い込み、利用者にサイト利用料金の名目で多額の金銭を振り込ませるなどしたとして、詐欺による不法行為に基づき、利用者がサイト運営業者に対して、利用料金相当額の損害賠償及びこれに対する遅延損害金の支払を求めた事案である。
判決は、①メール交換相手からのメールの内容があり得ない話であり、メール交換相手がこれを実現する意思や能力を有していないことは明白であり、②メール交換相手の指示に合理性が見出せず、その目的が、利用者に多くのポイントを消費させ、運営業者に利用料金名目で高額の金員を支払わせることは明白であり、③高額な利用料金を支払わせることによって利益を得るのはサイトの運営業者をおいてほかはなく、したがって、メール交換相手はサイト運営業者が組織的に使用している者（サクラ）であると認め、詐欺に該当し運営業者は不法行為責任を負うと判断した（東京高等裁判所 平成24年（ネ）4873号 判決）。